# Municipio de Denhoff
El municipio de Denhoff (en inglés: Denhoff Township) es un municipio ubicado en el condado de Sheridan en el estado estadounidense de Dakota del Norte. En el año 2010 tenía una población de 31 habitantes y una densidad poblacional de 0,33 personas por km².

## Geografía
El municipio de Denhoff se encuentra ubicado en las coordenadas 47°27′54″N 100°14′7″O / 47.46500, -100.23528. Según la Oficina del Censo de los Estados Unidos, el municipio tiene una superficie total de 93.43 km², de la cual 88,54 km² corresponden a tierra firme y (5,24 %) 4,9 km² es agua.

## Demografía
Según el censo de 2010, había 31 personas residiendo en el municipio de Denhoff. La densidad de población era de 0,33 hab./km². De los 31 habitantes, el municipio de Denhoff estaba compuesto por el 100 % blancos. Del total de la población el 0 % eran hispanos o latinos de cualquier raza.